# باحجي (اسم)
بَاحَجِي هو اسم علم مذكر من أصل عربي، ومعناه هو المولع بالشيء وملازمه.